# Годиње
Годиње је насеље у општини Бар у Црној Гори, у области Црмница, крају чија је традиција гајења винове лозе и производње вина дужа од пет вијекова. Према попису из 2003. било је 60 становника (према попису из 1991. било је 41 становника).
Годиње је данас једна од најочуванијих руралних целина која има и изузетан историјски значај. Први писани подаци датирају још из XIII вijека, а у селу постоје трагови боравка династије Балшића. Доминирају традиционална архитектура, камене куће с волтовима и конобама, као и објекти типични за некадашњи начин живота, као што су млинови. Куће су збијене и чине компактну целину која подсјећа на средњовјековна утврђена насеља, са пушкарницама на зидовима, дебелим и до једног метра. Сада су прилагођене модерним условима живота, али су сачувале стару форму и спољашњи изглед, представљајући праву посластицу за љубитеље традиционалне архитектуре, нетакнуту природу и дегустаторе врхунских вина.
 По предању, када је дукљански кнез Владимир, прије хиљаду година, послије боја са Византинцима, ради одмора застао у селу ондашње Црмничке жупе (у питомој долини поред Скадарског језера) годила му је хладна изворска вода (у селу се и данас налази десет живих извора питке воде) и добро вино из овог краја. Тако мјесту остаде име Годиње.

## Историја
У другој половини XIII вијека, краљ Владислав Немањић, поклања Годиње манастиру у Врањини. Балшићи су боравили у Годињу, питомом селу познатом по богатим изворима и виноградима, гдје су имали свој летњиковац (као привремени „двор“, у сигурном залеђу, користили су га у немирним временима). Тако је (послије 1408. године) након преговора у рату са Млечанима, Балша Трећи Балшић, господар Зете, боравећи са својом мајком Јеленом у Годињу, донио владарску исправу. У њој, својим поданицима објављује да се са Републиком склопљен привремени мир мора поштовати. И данас постоји грађевина, за коју мјештани тврде да је била љетњиковац Балшића, а остао је и у камену уклесани грб Црнојевића. Кула стражарница („пандурица“) свједочи о оближњој граници са Отоманским царством. Од некадашње четири цркве, очувана је црква св. Николе, из XVIII вијека. Видљиви су остаци цркве св. Јована Богослова (вјероватно из VII вијека). Постоје остаци девет млинова и четири камена гумна.

#### Љепотица из Годиња
На избору, такмичењу за најљепшу жену свијета, које је одржано у Лондону, 1907. године, Црну Гору је представљала дјевојка из Годиња, Милена Делибашић. И поред мноштва понуда за даљи ангажман, па и брачних, одбила је богатство, славу и могућност да остане у Лондону. Вратила се тешком животу у црногорском селу. Удала се за једног момка (Лековића) чији потомци и данас чувају исјечке из познатих свјетских новина, са сликама и причом о овој скромној дјевојци.
- Стара кућа у Годињама
- Старо село у Црмници

## Демографија
У насељу Годиње живи 52 пунолетна становника, а просечна старост становништва износи 54,8 година (52,7 код мушкараца и 56,9 код жена). У насељу има 28 домаћинстава, а просечан број чланова по домаћинству је 2,14.
Ово насеље је углавном насељено Црногорцима (према попису из 2003. године).
|  |

| Демографија | Демографија | Демографија |
| Година      | Становника  | Становника  |
| ----------- | ----------- | ----------- |
|             |             |             |
|             |             |             |
|             |             |             |
|             |             |             |
| 1948.       | 371         |             |
| 1953.       | 335         |             |
| 1961.       | 236         |             |
| 1971.       | 225         |             |
| 1981.       | 79          |             |
| 1991.       | 41          | 41          |
| 2003.       | 60          | 60          |
|             |             |             |

| Етнички састав према попису из 2003.‍ | Етнички састав према попису из 2003.‍ | Етнички састав према попису из 2003.‍ | Етнички састав према попису из 2003.‍ | Етнички састав према попису из 2003.‍ |
| ------------------------------------ | ------------------------------------ | ------------------------------------ | ------------------------------------ | ------------------------------------ |
|                                      |                                      |                                      |                                      |                                      |
| Црногорци                            | Црногорци                            |                                      | 45                                   | 75,0%                                |
| Срби                                 | Срби                                 |                                      | 12                                   | 20,0%                                |
| непознато                            | непознато                            |                                      | 0                                    | 0,0%                                 |

| Година пописа     | 1948. | 1953. | 1961. | 1971. | 1981. | 1991. | 2003. |
| ----------------- | ----- | ----- | ----- | ----- | ----- | ----- | ----- |
| Број домаћинстава | 99    | 91    | 70    | 54    | 35    | 23    | 28    |

| Број чланова      | 1  | 2  | 3  | 4 | 5 | 6 | 7 | 8 | 9 | 10 и више | Просек |
| ----------------- | -- | -- | -- | - | - | - | - | - | - | --------- | ------ |
| Број домаћинстава | 28 | 13 | 11 | 0 | 0 | 1 | 1 | 2 | 0 | 0         | 0      |

| Пол    | Укупно | Неожењен/Неудата | Ожењен/Удата | Удовац/Удовица | Разведен/Разведена | Непознато |
| ------ | ------ | ---------------- | ------------ | -------------- | ------------------ | --------- |
| Мушки  | 25     | 4                | 19           | 2              | 0                  | 0         |
| Женски | 28     | 3                | 16           | 9              | 0                  | 0         |
| УКУПНО | 53     | 7                | 35           | 11             | 0                  | 0         |

| Пол    | Укупно                    | Пољопривреда, лов и шумарство | Рибарство                            | Вађење руде и камена | Прерађивачка индустрија       |
| ------ | ------------------------- | ----------------------------- | ------------------------------------ | -------------------- | ----------------------------- |
| Мушки  | 5                         | 0                             | 0                                    | 0                    | 0                             |
| Женски | 1                         | 0                             | 0                                    | 0                    | 0                             |
| УКУПНО | 6                         | 0                             | 0                                    | 0                    | 0                             |
| Пол    | Производња и снабдевање   | Грађевинарство                | Трговина                             | Хотели и ресторани   | Саобраћај, складиштење и везе |
| Мушки  | 2                         | 1                             | 0                                    | 0                    | 2                             |
| Женски | 0                         | 0                             | 0                                    | 0                    | 0                             |
| УКУПНО | 2                         | 1                             | 0                                    | 0                    | 2                             |
| Пол    | Финансијско посредовање   | Некретнине                    | Државна управа и одбрана             | Образовање           | Здравствени и социјални рад   |
| Мушки  | 0                         | 0                             | 0                                    | 0                    | 0                             |
| Женски | 0                         | 0                             | 1                                    | 0                    | 0                             |
| УКУПНО | 0                         | 0                             | 1                                    | 0                    | 0                             |
| Пол    | Остале услужне активности | Приватна домаћинства          | Екстериторијалне организације и тела | Непознато            | Непознато                     |
| Мушки  | 0                         | 0                             | 0                                    | 0                    | 0                             |
| Женски | 0                         | 0                             | 0                                    | 0                    | 0                             |
| УКУПНО | 0                         | 0                             | 0                                    | 0                    | 0                             |